# Senza limiti (film 1977)
Senza limiti è un film del 1977 diretto da Maxime Debest.